# Galeria Foksal
Galeria Foksal – niekomercyjna galeria sztuki współczesnej utworzona w 1966 roku przez krytyków sztuki Wiesława Borowskiego, Ankę Ptaszkowską i Mariusza Tchorka oraz artystów Romana Owidzkiego, Henryka Stażewskiego, Edwarda Krasińskiego, Zbigniewa Gostomskiego i Tadeusza Kantora.
Galeria funkcjonuje w niewielkim lokalu przy ul. Foksal 1/4 w Warszawie. W 1970 roku z grona osób tworzących galerię odeszli Ptaszkowska (wyemigrowała do Francji) i Tchorek (wyemigrował do Niemiec, a potem Anglii). W galerii wystawiali artyści polscy i zagraniczni, m.in. Koji Kamoji, Maria Stangret, Anselm Kiefer, Christian Boltanski, Luc Tuymans, Annette Messager, Zuzanna Janin, Tomasz Ciecierski, Leon Tarasewicz, Andrzej Szewczyk, Mirosław Bałka. W latach 70. w galerii pracowali m.in. Andrzej Turowski i Milada Ślizińska, późniejsza kuratorka CSW w Warszawie, a w 90. XX w.: Monika Szczukowska (1989-1995), Andrzej Przywara, Joanna Mytkowska i Adam Szymczyk, później tworzący Fundację Galerii Foksal.
Od 2009 roku dyrektorką i kuratorką programową Galerii Foksal jest Katarzyna Krysiak. Z galerią współpracują jako kuratorzy Lech Stangret i Maria Rubersz. Od tej pory w galerii wystawili prace artystki i artyści średniego i młodszego pokolenia m.in.: Bianka Rolando, Susan Hiller, Angelika Markul, Marta Szulc, Wojciech Puś, Sławomir Pawszak, Irmina Staś, Norbert Delman, Dominika Kowynia, a także ponownie Zbigniew Gostomski, Koji Kamoji, Tomasz Ciecierski, Krzysztof Wodiczko i Zuzanna Janin.

## Niektóre wystawy
- 1966 Włodzimierz Borowski: Pokaz synkretyczny
- 1967 Tadeusz Kantor: Ambalaże
- 1970 Tadeusz Kantor: Happening i działalność typu happeningowego 1963-1970
- 1971 Stanisław Dróżdż: Pojęciokształty – poezja konkretna
- 1972, 1974 Jarosław Kozłowski: Metafizyka, Fizyka, Yka
- 1976 Allan Kaprow: Activity-Model
- 1978 Christian Boltanski: Les images stimuli
- 1978 Annette Messager: Serials
- 1984 Andrzej Szewczyk: Pomniki listów
- 1996 Annette Messager: Works
- 1997 Gregor Schneider: tote Jungfrauen
- 2000 Gregor Schneider: Hannelore Reuen Alte Hausschlampe
- 2006 Angelika Markul: Sen Muchy[4]
- 2015 Wojciech Gilewicz: ROCKAWAY[5]
- 2016 Tadeusz Rolke i Jacek Maria Stokłosa: Fotografie[6]
- 2018 Zuzanna Janin: Dom przekształcony w bryły geometryczne[7]
- 2019 Bianka Rolando: Kil i Defin[8]
- 2020 Irmina Staś: Ząb w ząb[9]
- 2020 Dominika Kowynia: Wąskie przejście[10]

## Artyści
- Paweł Althamer
- Giovanni Anselmo
- Richard Ashrowan
- Mirosław Bałka
- Matthew Barney
- Robert Barry
- Johanna Bartl
- Krzysztof M. Bednarski
- Anna Beller
- Jerzy Bereś
- Joseph Beuys
- Christian Boltanski
- Włodzimierz Borowski
- Daniel Buren
- Victor Burgin
- Alan Charlton
- Marek Chlanda
- Stanisław Cichowicz
- Tomasz Ciecierski
- Tony Cragg
- Michael Craig-Martin
- Jonas Dahlberg
- Małgorzata Dawidek Gryglicka
- Peter Downsbrough
- Stanisław Dróżdż
- Druga Grupa (Jacek Stokłosa, Lesław Janicki, Wacław Janicki)
- Lars Englund
- Diana Fiedler
- Joel Fisher
- Peter Flemming
- Jarosław Fliciński
- Tom Friedman
- Wojciech Gilewicz
- Douglas Gordon
- Zbigniew Gostomski
- Alexander Hahn
- Alexander Hamilton
- Ian Hamilton Finlay
- John Hiliard
- Susan Hiller
- Alain Jacquet
- Rafał Jakubowicz
- Zuzanna Janin
- Katarzyna Józefowicz
- Koji Kamoji
- Tadeusz Kantor
- Niek Kemps
- Anselm Kiefer
- Job Koelewijn
- Eustachy Kossakowski
- Jarosław Kozłowski
- Edward Krasiński
- Piotr Lutyński
- Dawid Mach
- Robert Maciejuk
- Tom Marioni
- Angelika Markul
- Ian McKeever
- Annette Messager
- Deimantas Narkevičius
- Edward Narkiewicz
- Anna Niesterowicz
- Marzena Nowak
- Jerzy Nowosielski
- Roman Opałka
- Achille Perilli
- Peter Pommerer
- Joanna Przybyła
- Royden Rabinowitch
- Arnulf Rainer
- Wilhelm Sasnal
- Jadwiga Sawicka
- Gregor Schneider
- Roman Signer
- Roman Siwulak
- Mikołaj Smoczyński
- Maria Stangret Kantor
- Irmina Staś
- Henryk Stażewski
- Gerda Steiner
- Marek Szczęsny
- Andrzej Szewczyk
- Marta Szulc
- Leon Tarasewicz
- Zygmunt Targowski
- Tomasz Tatarczyk
- Luc Tuymans
- Piotr Uklański
- Ben Vautier
- Bernar Venet
- Bill Viola
- Lawrence Weiner
- Franz West
- Krzysztof Wodiczko
- Włodzimierz Jan Zakrzewski
- Artur Żmijewski